# 락인컴퍼니
- 락인컴퍼니는 대한민국의 모바일 앱 보안 솔루션 전문 기업이다.

- 1인 개발자부터 엔터프라이즈 기업까지 폭넓은 사용자 층에서 활용할 수 있는 제품을 개발, 제공 중이다.

## 회사 연혁
- 2013년
  - 주식회사 락인컴퍼니 설립
- 2014년
  - 기업부설연구소 인증 (제 2014113540 호)
  - SaaS 방식의 앱 보호 서비스 'LIAPP' 정식 출시
  - 한국-애플리케이션 보안 시스템 관련 특허 등록 (제 10-1451323 호)
- 2015년
  - 벤처기업 인증 (제 2014113493 호)
  - KDB 산업은행 스타트업 최초 투자 유지
- 2016년
  - 소프트웨어품질 인증 획득 (GS 1등급)
  - 경기도 넥스트 스타트업 Award 대상 수상
  - 모바일 게임 전문 보안 솔루션 ‘LIAPP for Game’ 출시
  - B금융 ‘KB스타터스밸리‘ 선정
- 2017년
  - Born2Global 2017 멤버사 선정
  - GARTNER 대표 벤더사 (Market Guide App shielding 2017) 선정
- 2018년
  - Born2Global 2018 멤버사 선정
  - GARTNER 대표 벤더사 (Market Guide App shielding 2018) 선정
  - 알리바바 스타트업 콘테스트 수상
- 2019년
  - 한국 게임 개발자 협회 MOU 협약
  - 본투글로벌 2019년 멤버십 파트너 선정 선정
- 2020년
  - KISA 우수정보보호기업 선정
  - Wework 파트너쉽
  - 글로벌 고객사 8개국 달성
  - 비대면 바우처 공급기업 선정
- 2021년
  - 인도네시아 국영은행 모바일 뱅킹 앱 보안 공급 업체 선정
  - 본투글로벌 2021년 멤버십 파트너 선정
  - 싱가포르 - 특허 신청(특허출원번호 11202109561S)
- 2022년
  - 모바일 보안 키패드 LIKEY 출시
  - 한국 - 위협 사용자의 접속차단방법 특허 등록(제 10-2358099 호)
  - 한국 - 프로그램 보안 적용방법 특허 등록(제 10-2358101 호)
- 2023년
  - 본 - 위협 사용자의 접속차단방법 및 프로그램 보안 적용 방법 특허 등록(7215699)
  - Cyber Security Excellence Awards Gold Winner (Mobile Application Security, RASP, Application Security 카테고리)
- 2024년
  - APAC CISO 선정 - 2024 Mobile Application Security Top 10 in APAC
  - 미국 특허등록
- 2025년
  - 인도네시아 – 위협 사용자의 접속차단방법 및 프로그램 보안 적용 방법 특허 등록

## 주요 제품

### 리앱
- 외부 공격으로부터 앱을 방어할 수 있도록 소스코드 보호 및 앱 위/변조 방지 등의 기능을 제공하고 있다.
- 상품 상세 구분에 따라 Enterprise 급의 제품, Game 특화 제품 등으로 구분된다.
  - LIAPP ON-SITE
  - LIAPP BUSINESS
  - LIAPP ENTERPRISE
  - LIAPP for Game

### 라이키(LIKEY)
- 모바일 앱 보안 키패드 서비스로 입력된 사용자의 개인정보를 보호하는 서비스를 제공하고 있다.

### 리스(LISS)
- 모바일 앱 환경에서 원격제어 앱 탐지, 화면 캡쳐 및 녹화 방지 기능을 제공하고 있다.